# 八卦教
八卦教，又稱五葷道、收元教和清水教，一般认为是清山東單縣人劉佐臣所創秘密宗教。

## 历史
八卦教的历史可追溯到明朝萬曆（1573-1619）年間的東大乘教，并且吸納羅教教義。
山東單縣人劉佐臣，早年曾加入黄天道等教派，康熙初年自創此派，本名為收元教，教徒依八卦分为八股，故名八卦教。
清初八卦教多传布于直、順、魯、豫、晉等地，强调儒家、佛門、道教三教合一，修炼内丹，專向信徒斂財，富甲一方。
乾隆三十七年（1772），遭到清廷取締。乾隆十六年（1751年），山东人王伦入教，後開始传播清水教，发动起事，朝廷派大学士舒赫德前往鎮壓。
嘉庆年间，有刘功的离卦教，又有林清分裂出另一支天理教。1813年9月15日，林清與200名天理教徒勾結宦官，攻入北京紫禁城东华门、西华门，隨即被官兵平定。林清被捕后凌遲，其他首领也被处死，史称「癸酉之变」。
道光元年（1821），吴得荣被捕，按律处死，马万良继任八卦教主。万良之子马进忠掌管八卦教，改为明天教，尊劉功為帝尧转世。